# شواء كوري
الشواء الكوري (بالكورية: 고기구이، گوگي-گوي، "شواء لحم") يشير إلى الطريقة الشائعة في المطبخ الكوري لشواء اللحم، عادة لحم البقر أو الخنزير أو الدجاج. مثل هذه الأطباق تحضر على مشواة فحم أو غاز مركبة في وسط الطاولة نفسها. بعض المطاعم الكورية التي ليست لديها مشواة مركبة في الطاولة تقدم للزبناء مشواة متنقلة.وكبديل لذلك، بعض المطاعم لها طباخ يستعمل مشواة معروضة مركزيا ويطهي ما يطلبه الزبناء أمامهم.

## أنواع
| لحم   | مملح                                                                                 | غير مملح |
| ----- | ------------------------------------------------------------------------------------ | --- |
| بقر   | - بولجوجي (불고기) - غالبي (갈비) - جوموليوك (주물럭), شرائح قصيرة مملحة بزيت السمسم | - تشادول باگي (차돌박이) - دونگسم (등심)، انتركوت - كوت دونگسم (꽃등심) - أنسيم (안심)، شريحة لحم بقري - سالتشيسال (살치살) - گالبيسال (갈비살)، عضلات وربية - تشاي كوت (채끝)، شريحة لحم - بوتشايسال (부채살)، عضلة تحت الشوكة - أنتشانگسال (안창살)، شريحة لحم - تشيماسال يانگجي (치마살양지)، شريحة لحم |
| خنزير | - دوايجي بولگوجي (돼지불고기)، لحم خنزير حار بولگوجي                                 | - سامگيوبسال (삼겹살)، بطن خنزير |

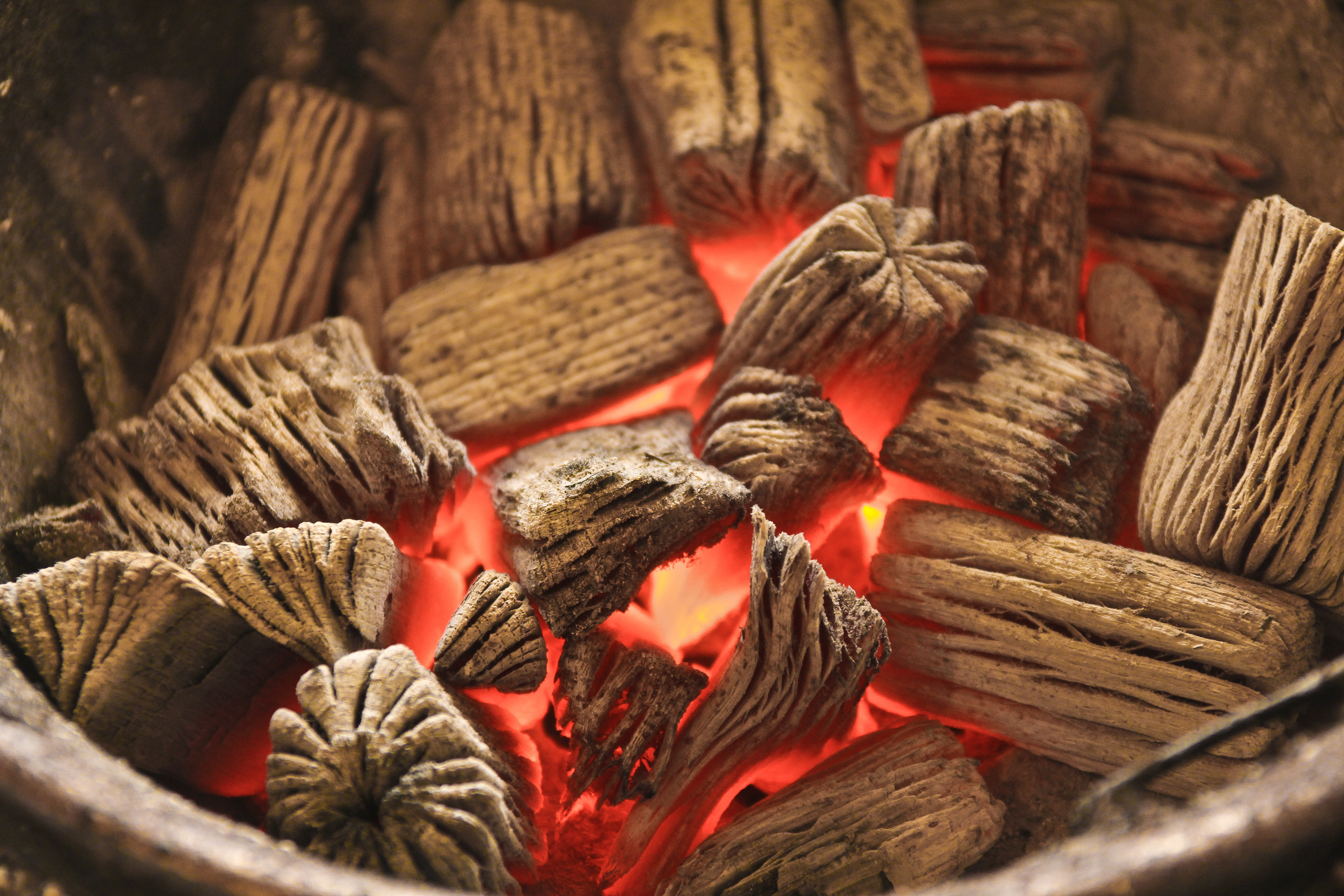
سوتبول (جمر الفحم) للشواء

| دجاج  | - داكجالبي (닭갈비)، دجاج مشوي                                                       | - داك گوي (닭구이) |

## معرض

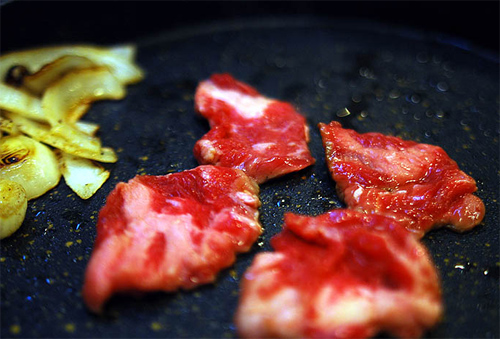
غالبي (갈비) (أضلاع بدون عظام)، قبل الطهي
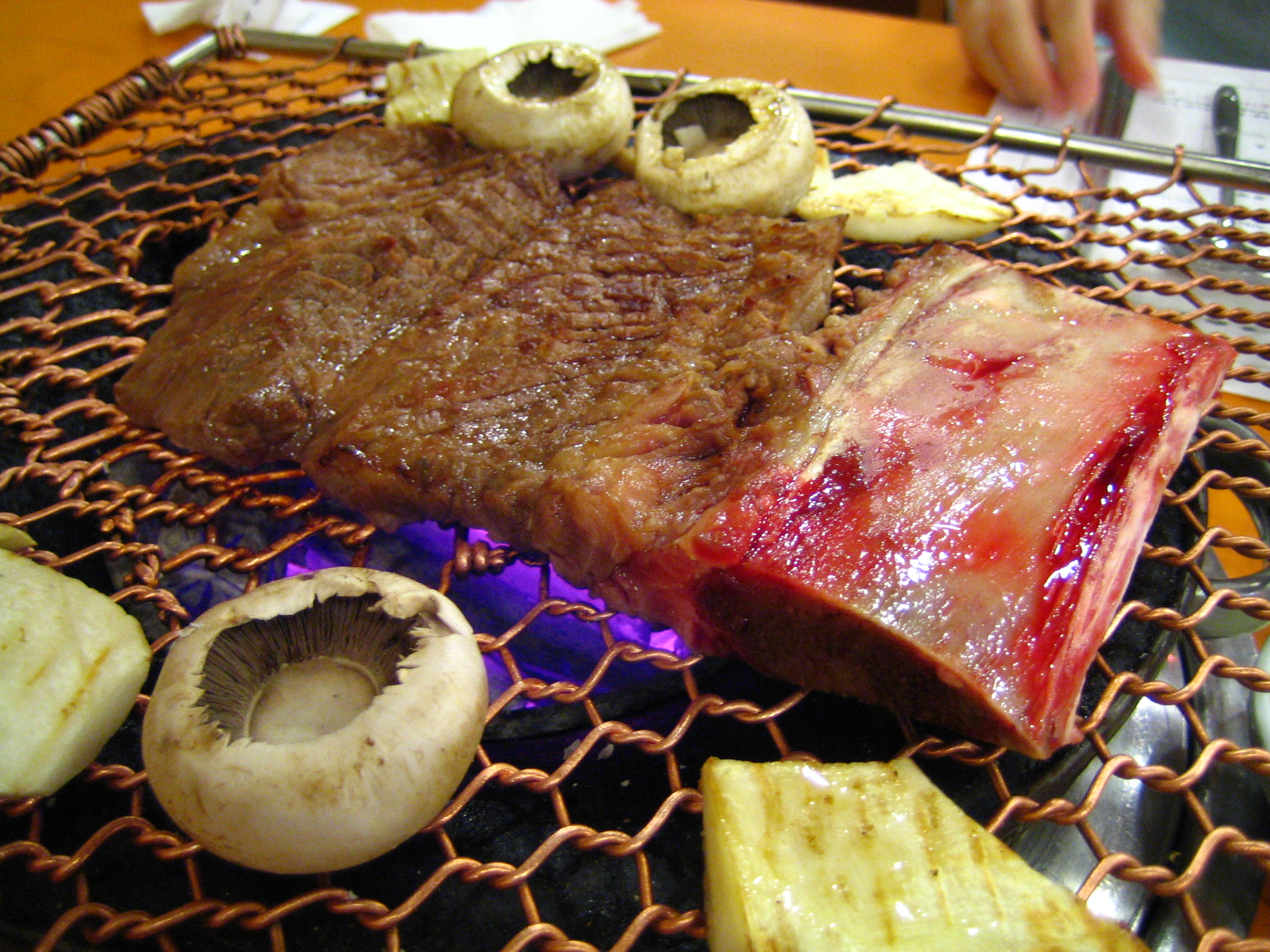
غالبي (갈비) قيد الطهي
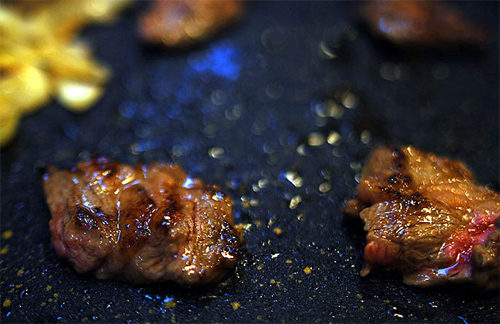
غالبي (갈비) بعد الشواء
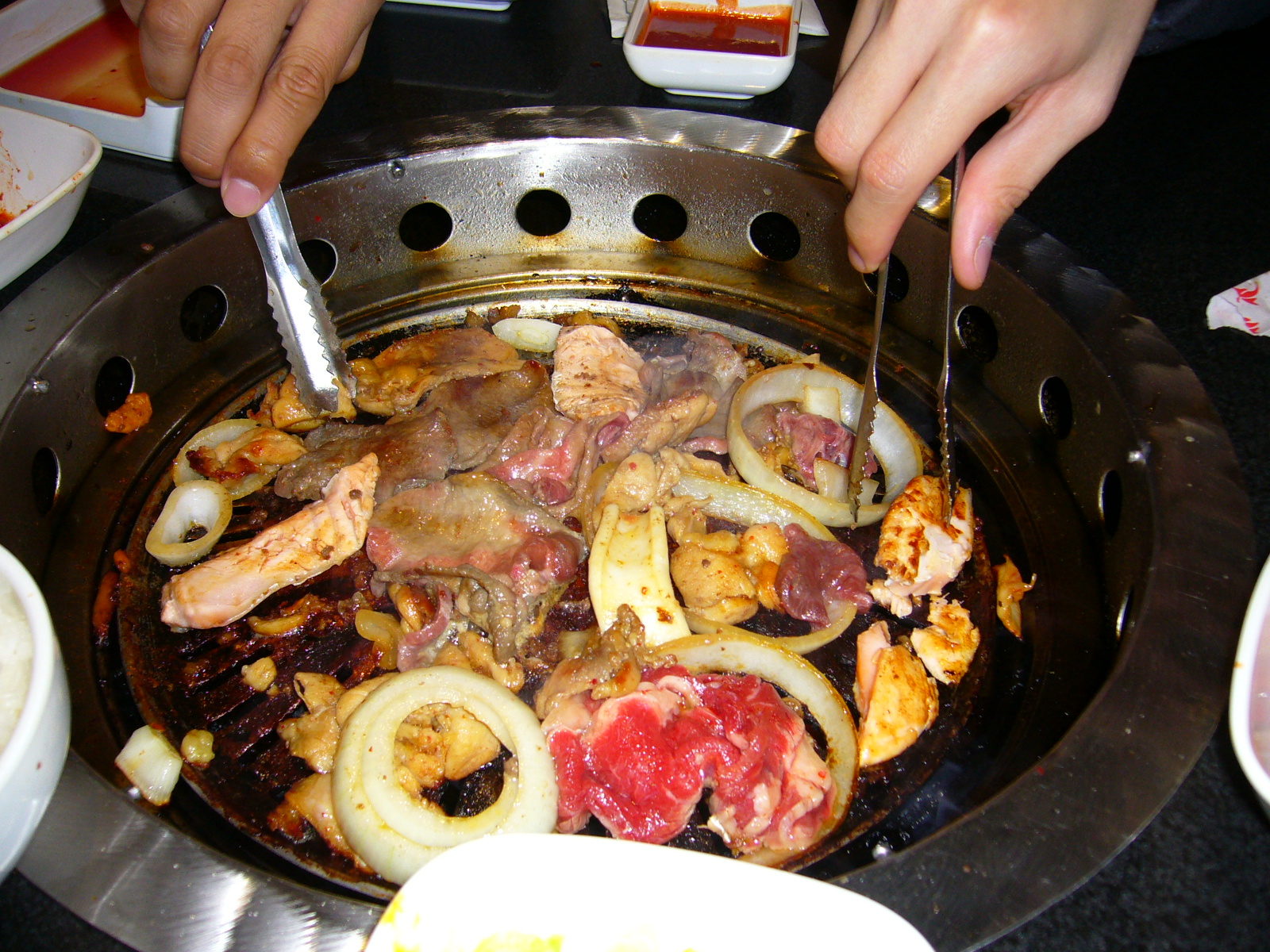
شواء كوري
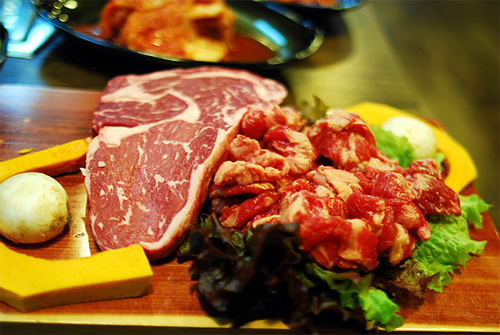
شرائح لحم
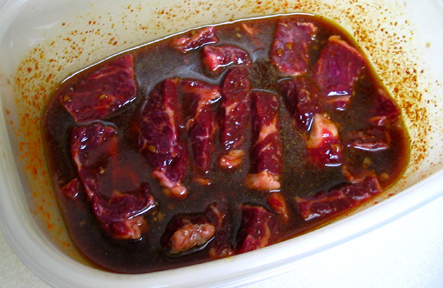
غالبي (갈비) مملح بدون عظام
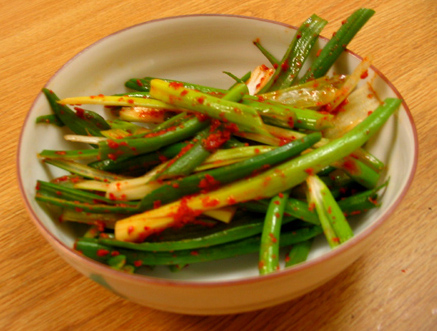
پاجوري (파절이) أي سلطة البصل الأخضر كمقبل